# Piet Vink (acteur)
Petrus (Piet) Vink (Sneek, 11 augustus 1887 - Venlo, 4 augustus 1967) was een Nederlandse acteur en exploitant van een reizende schouwburg en bioscoop.
Vink had van beide ouders het acteursbloed meegekregen. Vader Piet Vink sr. en moeder Beppie Bakker waren bekende acteurs op de overgang van de negentiende naar de twintigste eeuw. Ook twee zussen en twee broers zouden later acteur worden: Betty Vink, Cor Vink, Hélène Vink en Theo Vink.
Piet Vink huwde met de Vlaamse actrice Cesarine Van den Berghe (1891-1981), telg uit het befaamde geslacht van rondreizende toneelgroepen en circussen. Uiteindelijk kwam hij met zijn reizende schouwburg en bioscoop in het Brabantse Deurne terecht, waar hij in 1941 een nieuwbouw opende aan de Markt, Bio-Vink. Bij deze exploitatie van deze bioscoop werd Vink geassisteerd door zijn zoon, Peter Vink.
Vink overleed te Venlo op 79-jarige leeftijd.